# Ramūnas Navardauskas
Ramūnas Navardauskas (Šilalė, Tauragė, 30 de gener de 1988) és un ciclista lituà, professional des del 2007. Actualment corre a l'equip Bahrain-Merida. En el seu palmarès destaquen diversos campionats nacionals en ruta.
Al Giro d'Itàlia de 2012 va vestir la maglia rosa durant 2 etapes, després que el seu equip guanyés la contrarellotge per equips, mentre en l'edició del 2013 guanyà l'onzena etapa, amb final a Vajont.
El 2014 guanyà la 19a etapa al Tour de França, així com la general i una etapa al Circuit de la Sarthe.

## Palmarès
- 2005
  -  Campió de Lituània en ruta júnior
  - Vencedor d'una etapa de la Copa del president de la vila de Grudziądz
- 2006
  - Vencedor d'una etapa del Tour del País de Vaud
- 2007
  -  Campió de Lituània en ruta
  -  Campió de Lituània en ruta sub-23
  - Vencedor d'una etapa del Tour de Lieja
- 2010
  - 1r a la Lieja-Bastogne-Lieja sub-23
  - 1r als Boucles catalans
  - Vencedor d'una etapa de la Ronda de l'Isard d'Arieja
  - Vencedor d'una etapa dels Boucles de la Mayenne
  - Vencedor de 2 etapes de la Volta al Bidasoa
- 2011
  -  Campió de Lituània en ruta
- 2012
  -  Campió de Liutània en contrarellotge
  - 1r al Gran Premi Marcel Kint
  - Vencedor de la classificació dels joves al Tour de Qatar
- 2013
  - Vencedor d'una etapa al Giro d'Itàlia
  - Vencedor de dues etapes al Tour de Romandia
- 2014
  -  Campió de Liutània en contrarellotge
  - 1r al Circuit de la Sarthe i vencedor d'una etapa
  - Vencedor d'una etapa al Tour de França
- 2015
  -  Campió de Liutània en contrarellotge
  - 1r al Circuit de la Sarthe
- 2016
  -  Campió de Lituània en ruta
- 2017
  - Vencedor d'una etapa a la Volta a San Juan
- 2018
  - 1r al Tour del Mar Negre i vencedor d'una etapa
- 2019
  -  Campió de Lituània en ruta

### Resultats al Tour de França
- 2011. 157è de la classificació general
- 2013. 120è de la classificació general
- 2014. 141è de la classificació general. Vencedor de la 19a etapa
- 2015. 143è de la classificació general
- 2016. 134è de la classificació general

### Resultats al Giro d'Itàlia
- 2012. 137è de la classificació general.  Porta la maglia rosa durant 2 etapes
- 2013. 87è de la classificació general. Vencedor d'una etapa
- 2016. 120è de la classificació general